# Estação Sauvé
A Estação Sauvé é uma das estações do Metrô de Montreal, situada em Montreal, entre a Estação Crémazie e a Estação Henri-Bourassa. Faz parte da Linha Laranja.
Foi inaugurada em 14 de outubro de 1966. Localiza-se na Rua Berry. Atende o distrito de Ahuntsic-Cartierville.